# 名探偵コナン 時計じかけの摩天楼
『名探偵コナン 時計じかけの摩天楼』（めいたんていコナン とけいじかけのまてんろう）は、1997年4月19日に公開された劇場版『名探偵コナン』シリーズの1作目である。上映時間は95分。興行収入は11億円、配給収入は6億1000万円。キャッチコピーは「真実はいつもひとつ！」。

## 概要
テレビアニメ『名探偵コナン』のヒットを受けて制作された初となる長編アニメ映画作品であり、以後は毎年春に新作の劇場公開が恒例となる。第1弾の本作は主人公とヒロインが一番のメインキャラクターとして描かれ、江戸川コナンたちの住む米花町で起きる爆破事件と、彼の正体である工藤新一の誕生日前夜（5月3日）における幼なじみの毛利蘭との恋愛描写が物語の軸となる。大規模な爆破シーンが展開されるが、事件の黒幕による個人的な殺人は描かれず、爆弾捜索が事件のメインとなっている。
オープニングの作品解説は本作から行われており、新一の新聞記事から身体が縮み蘭と再会してコナンと名乗るまでの部分は、以降の全作品に継承されている。また、作品解説部分のアニメーションは次々作『世紀末の魔術師』まで使用されており、4作目『瞳の中の暗殺者』以降はデザインが変更されている。
劇場版1作目であるため、登場人物が初登場するシーンではそれぞれに名前テロップが添えられている。また、テレビアニメの放送が軌道に乗り始めた時期に製作されたため、製作委員会に日本テレビがまだ参画していないなど小規模だった一方、初期のアニメシリーズの音楽制作を担当していたポリグラム（ユニバーサルミュージック）が参画している。1997年のテレビアニメの主題歌からビーイングに変更され、劇場版の主題歌も2011年の15作目『沈黙の15分』まで、テレビアニメ・劇場版共にビーイング所属アーティストの起用が慣習となっていた。2000年に発売されたアルバム『THE BEST OF DETECTIVE CONAN 〜名探偵コナン テーマ曲集〜』に本作の主題歌「Happy Birthday」が収録されないのも変更のためだったが、2006年に発売された『THE BEST OF DETECTIVE CONAN 〜The Movie Themes Collection〜』では収録された。本作から第4作『瞳の中の暗殺者』までの主題歌は、1コーラス目の後に間奏を挟みラストサビに行く形で使用されていた。5作目『天国へのカウントダウン』以降はフルバージョンもしくは一部をカットして使用されており、舞台となった風景の実写が背景で流され、最後のアニメ映像がコナンが前を見据えるシーンは本作から18作目『異次元の狙撃手』まで毎回使用された。エピローグは尺が10秒程度と短く、BGMはなし、台詞があるのはコナンのみだったりと、以降の作品より簡素な構成となっている。
本作でオリジナルキャラクターとして初登場する白鳥任三郎は劇場版レギュラーとなり、原作にも逆輸入されることとなる。また、コナン（新一）、蘭、小五郎、博士、少年探偵団、園子の8名は、本作から全ての劇場版作品で登場している。
ゲスト声優はお笑い芸人の2丁拳銃。本作と次作『14番目の標的』においてゲスト声優は端役としての出演だが、13作目『漆黒の追跡者』以降はキーキャラクターとしての出演が主となる。
本作において使用されたバージョンの「名探偵コナン メイン・テーマ」は公開後に放送されたテレビシリーズの一部エピソードにおいてもしばらくの間劇伴として用いられたほか、後年の映画作品のテレビCMにおいても15秒に編集して使われており、2007年7月のリアレンジリニューアル後は主にサブタイトル場面、稀に劇中BGMとして使用されている。
アメリカ合衆国ではファニメーションによる英語吹き替え版が制作された。当時の英語名は「Case Closed: The Time-Bombed Skyscraper」であり、同名でDVDも発売されたが、後年のトムス・エンタテインメントにおける作品紹介では「DETECTIVE CONAN 01 THE TIME BOMBED SKYSCRAPER」と改題されている。
2016年に開催された歴代映画19作品の人気投票で、本作は5位を獲得した。
作者の青山によると、映画化の話が来る前、編集部からの意図しない注文、毎週のカラー作業・グッズ系のカラー作業・事件やトリックのアイデア出しなど、『コナン』を描くのが大変になりすぎていたため、今まで稼いだ金を全部使いきるつもりでアシスタントたちと休みを取り、ラスベガス旅行に行って帰ってきたら『コナン』の連載をやめようと考えていた。しかし、現地のホテルに当時の担当編集者から電話で『コナン』の映画化決定が伝えられ、映画好きだったことから嬉しくなり、「これは改めて頑張らないといけない」と連載終了を思い留まったという。また、本作の企画・プロデューサーである諏訪道彦によると、「やりたいことをすべてやり切るつもりで製作した」とのこと。まず東京で公開されると口コミで評判が広がり、1週間遅れて公開された大阪の映画館では立ち見が出るほどの満席であり、非常に感動したという。

## ストーリー
ある日の夜、黒川邸で主人の黒川大造が何者かに殺害されるという事件が起こった。現場には探偵の毛利小五郎が現れるが、的外れな推理を披露し遺族の怒りを買ってしまう。それを見かねた江戸川コナンは、時計型麻酔銃を使って毛利を眠らせ、「眠りの小五郎」として自らの推理を披露し、事件は無事に解決した。彼こそ高校生探偵として名を馳せた工藤新一であり、現在は迷宮なしの小学生名探偵として活躍する本作の主人公である。コナンは自分の体を小さくした黒ずくめの組織を追うために、小五郎の立場を利用して情報を集めていた。
数日後の4月26日（土曜日）、高名な建築家である森谷帝二から工藤新一宛にパーティーの招待状が届いた。しかし、新一は体が縮んでしまってコナンになっているため、コナンは小五郎を代行者として、幼馴染で小五郎の一人娘である毛利蘭と共にパーティーに出席する。蘭は新一の誕生日に二人で映画を見に行く約束をしていることを森谷に伝えるが、行くことができないコナンはどうするべきかと思案する。
その1週間後、新一の誕生日前日の5月3日（土曜日）。ニュースではプラスチック爆弾用の爆薬が何者かに盗み出され、黒川邸など4件の邸宅が相次いで放火されるという事件が報じられていた。その時、新一宛てに爆弾魔を名乗る男から電話がかかってくる。爆破を阻止するためにコナンが堤向津川緑地公園へ向かうと、ラジコン飛行機で遊ぶ少年探偵団の3人がいた。知らない男からラジコン飛行機を貰ったという話を聞いたコナンは、ラジコン飛行機にプラスチック爆弾が装備されている事に気付き、爆弾を上空で爆発させることに成功する。しかし、犯人は近くのビルからその様子を見ており、電話で次なる犯行を予告する。
次の犯行場所として宣告されたのは米花駅前だった。老婆が捨て猫をキャリーバッグと共に持ち去る様子を見たコナンは、キャリーバッグに爆弾が仕掛けられていると確信するが。しかし老婆はタクシーに乗り込んでしまう。何とかタクシーに追い付いたコナンは、キャリーバッグを老婆から奪い取り、人気のない河川敷で処理するが、爆風に巻き込まれて重傷を負ってしまう。
そんな折、犯人から「東都鉄道の東都環状線に5つの爆弾を仕掛けた」と犯行予告の電話がかかってくる。爆弾は列車が時速60km未満で走行した場合か、日没までに取り除かなかった場合に爆発すると告げられた警察は、東都鉄道に全車両をノンストップで時速70km走行を維持するよう緊急司令を出す。そんな中、コナンは犯人が告げた爆弾の設置場所のヒントを解き明かし、全ての爆弾の爆発を阻止することに成功する。
捜査は進み、一連の放火事件が全て森谷帝二の設計した建築物を標的としていることが判明する。一同は森谷邸に向かうが、単独行動を取ったコナンは森谷が犯人であることに気付き、新一の声を使って真実を暴く。森谷は警察に逮捕されるが、森谷は最後に米花シティービルに爆弾を仕掛けていたことを明かす。その上、ビル内の映画館には蘭が新一の誕生日祝いのために来ており、爆発に巻き込まれていた。
米花シティービルに着いたコナンは、蘭のいる映画館のロビー前までは何とか辿り着いた。蘭は無事だったのものの、ロビーのドアが爆発の影響で歪んでしまったため出入りが出来ず、中の人々はビル内に取り残されていた。コナンはその場で新一の声を使い、爆弾を見付けた蘭に対して爆弾の解体を指示するが、設計図に記載されていない赤と青の導線が現れる。究極の2択を迫られたコナンは蘭に決断を一任し、蘭は青の導線を切って爆弾の解除に成功した。脱出後、蘭が赤の導線を切らなかった理由が判明して、物語は幕を閉じる。

## 登場人物

### レギュラーキャラクター
江戸川 コナン（えどがわ コナン）
声 - 高山みなみ
本作の主人公。本来の姿は「東の高校生探偵」として名を馳せている工藤新一だが、黒ずくめの組織に飲まされた毒薬・APTX4869の副作用で小学生の姿になっている。
爆弾犯からの電話を工藤新一として受け、爆破を阻止するために奔走する。犠牲者を出さないために爆弾を遠ざけようとした際に爆風に吹き飛ばされて負傷し、緑台警察病院へ搬送されて以降は頭に包帯を巻いている。
毛利 蘭（もうり らん）
声 - 山崎和佳奈
本作のヒロイン。新一の幼馴染かつガールフレンド。都大会で優勝するほどの空手の達人。
新一の誕生日祝いに彼と一緒に米花シティービルでオールナイト上映の映画に誘い、0時を回ったと同時に赤いシャツをプレゼントするというサプライズを計画する。しかし約束当日に爆弾による危機に直面することになり、ロビーの扉の向こう側にまで来ていたコナン（新一）からの指示に従い爆弾の解体作業を試みる。
毛利 小五郎（もうり こごろう）
声 - 神谷明
「眠りの小五郎」の異名で有名な私立探偵。蘭の父親でコナンの保護者。元警視庁捜査一課強行犯係の刑事。
東都環状線の爆破事件から、犯人は東都環状線の沿線に住んでいない人物だと推理する。
工藤 新一（くどう しんいち）
声 - 山口勝平
本作の主人公であるコナンの本来の姿で、高校生探偵。
新一が1年前に解決した西多摩市の交通死亡事故が本作に深く関わることとなる。
本作では、コナンが蝶ネクタイ型変声機を使用して新一に成りきる場面も多数存在する。
目暮警部（めぐれけいぶ）
声 - 茶風林
警視庁刑事部捜査一課強行犯捜査三係の警部。
連続爆破事件の捜査指揮を執る。
フルネームが判明するのは、次作からである。
阿笠 博士（あがさ ひろし）
声 - 緒方賢一
コナンの正体を新一と知る数少ない人物の一人で、発明家。
東都環状線の沿線に仕掛けられた爆弾について、日没後に爆発するという仕掛けをスケボーと逆だと評し、この一言が爆弾の在処を発見する手がかりとなる。
コナン達が森谷邸に行くとなった時は同行せず、モノローグでコナンに健闘を祈る。
吉田 歩美（よしだ あゆみ）、小嶋 元太（こじま げんた）、円谷 光彦（つぶらや みつひこ）
声 - 岩居由希子（歩美）、高木渉（元太）、大谷育江（光彦）
少年探偵団の3人。
堤無津川緑地公園で爆弾の搭載されたラジコン飛行機を犯人から受け取り遊んでいたが、コナンに間一髪で助けられる。その後、コナンの見舞いの帰りに東都環状線に乗り合わせ、第3の爆破事件にも巻き込まれた。
鈴木 園子（すずき そのこ）
声 - 松井菜桜子
蘭の同級生で親友。鈴木財閥の令嬢で、新一とは幼馴染。
蘭が新一に贈る誕生日プレゼントの買い物に同行し、蘭と新一の仲を茶化している。爆弾事件には全く関わっていない。

### オリジナルキャラクター
森谷と白鳥を除いて、担当声優は演者のみエンディングで表記され、役名はノンクレジット。

#### 犯人
爆弾犯
変声機を使って新一に爆破予告の電話をかけてきた人物。
東洋火薬の火薬庫からオクトーゲン等の爆薬を大量に盗み出し、プラスチック爆弾を製作。それを雷管付きの衝撃爆弾やタイマー付きの時限爆弾に改造し、様々な場所に仕掛けて新一に勝負を挑む。
少年探偵団に爆弾搭載のラジコンを渡す際は、茶色の長髪のカツラに付け髭にサングラスといった変装をし、グレーの帽子とコートを身に着けていた。また、歩美によれば、ラジコンを渡された際に「甘い匂い」がしたという。後に森谷教授設計の建築物を狙った連続放火事件と同一犯の可能性が浮上し、警察は森谷教授に恨みを持つ人物ではないかと推測する。

#### 容疑者
森谷 帝二（もりや ていじ）〈47〉
声 - 石田太郎
本作のキーパーソン。日本屈指の著名な建築家で、東都大学建築学科の教授。独身。本名は森谷 貞治。
英国紳士風の落ち着いた物腰と気品さを感じさせる一方、不敵な笑みも浮かべる挑戦的な性格。イギリス古典建築のシンメトリー（左右対称）に並々ならぬこだわりを持ち、自身が手掛ける建築物は必ず左右対称に設計している。そのこだわりは病的の域に達しており、自分の名前をも左右対称の帝二に変えたほどである。
30代の頃に東都環状線の橋を設計し、日本建築協会の新人賞を受賞した。今の若い建築家に対しては「美意識が欠けている」「もっと自分の作品に責任を持たなければいけない」と警鐘を鳴らしている。
父も世界的な建築家だったが、母と共に15年前に起きた別荘の火事で他界している。現在住んでいる邸宅は、親からの遺産として引き継いだもの。
有名な高校生探偵の工藤新一に興味を抱き、自宅で開催するガーデンパーティーに招待する。ガーデンパーティーでは正式な作法に倣い、スコーンやサンドイッチ、クッキーなどすべての料理を自ら手作りして提供した。また、パーティの最中に小五郎や招待客にクイズを出題している（後に劇場版シリーズで恒例となる、コナンシネマクイズ(C.C.Q)の最初の出題者である）。
5作目『天国へのカウントダウン』には、弟子の風間英彦が登場する。
名前の由来は『シャーロック・ホームズ』に登場するホームズの宿敵・ジェームズ・モリアーティ教授。キャラクター原案は原作者の青山剛昌が担当した。
白鳥刑事（しらとりけいじ）
声 - 塩沢兼人
警視庁刑事部捜査一課のキャリア組刑事で階級は警部補。
クールな口調で意味深な台詞が多いニヒリスト。森谷帝二の父に憧れを抱いており、建築にも興味がある、爆弾犯からの電話が掛かってきた時はいつも不在だったため、容疑者の1人として疑われる。
本作が初登場となるが、フルネームが判明するのは次作からである。キャラクター原案は青山が担当した。青山とスタッフに気に入られたことから、原作・テレビアニメ・劇場版のレギュラーキャラクターとなった。

#### 黒川家
プロローグのみ登場。
黒川 大造（くろかわ だいぞう）〈62〉
声 - なし
黒川邸の主人で、黒川病院の院長兼外科医。
邸内で酒を飲みながらワープロを使っていたところを撲殺されるが、コナンの推理によって事件は解決する。
平時から飲酒癖があるらしく、院長の権力を盾にして周囲の医療関係者に圧力をかけたり、酔ったまま執刀したりと、問題の多い人物だった模様。
黒川 三奈（くろかわ みな）〈32〉
声 - 宮寺智子
大造の後妻。6月生まれ。容疑者の一人。
小五郎にも詰め寄る強気な性格。
黒川 大介（くろかわ だいすけ）〈36〉
声 - 山路和弘
大造の長男で、黒川病院の内科医。容疑者の一人。
中沢 真那美（なかざわ まなみ）〈27〉
声 - 藤井佳代子
黒川邸の家政婦。
大造殺害事件の真犯人。素性を隠して黒川家に入り込んでいたが、コナンの推理によって犯行を暴かれ、現行犯逮捕された。動機は夫を大造の手術ミスで失ったことに対する復讐。大造は手術時酒に酔っており、真那美は医療訴訟を起こそうとしたが大造の権力の恐怖から協力者は得られず、恨みを晴らすため、夫の命日に犯行に及んだ。

#### 岡本家
目暮の回想シーンに登場。
岡本（おかもと）〈52〉
声 - 平尾仁彰
元西多摩市市長。
1年前に西多摩市在住で26歳のOLを轢き殺すという交通事故を起こしてしまい、事故車に身代わりを買って出た息子の浩平に疑いが掛かるような偽装工作を施す。だが、新一に真相を暴かれて逮捕され、現在は服役中である。
市長在任中に西多摩市の新しい街づくりを推進していたが、この事件を受けて計画そのものが白紙となった。
岡本 浩平（おかもと こうへい）〈21〉
声 - 谷川俊
岡本元市長の息子で、電子工学科の学生。
事故当時、父の市長としての立場を重んじ、車に同乗していたことを利用して身代わりを買って出るが、新一に見破られて失敗する。
白鳥は浩平がそのことを恨んで犯行に及んだのではと疑ったが、当日の早朝から伊豆に出かけていたため、容疑者から外された。

#### 東都環状線
坂口（さかぐち）〈52〉
声 - 藤本譲
東都鉄道総合司令室の責任者で運行部長。
犯人の要求を受け、爆弾が見つかるまで東都環状線全線に指令を行う。
楠（くすのき）〈45〉
声 - 藤城裕士
東都鉄道総合司令室の総合司令長。
坂口から爆弾の存在を知らされて驚愕するが、運転士に指示を与えて事態の収束に乗り出す。
運転士
声 - 山崎たくみ
東都環状線11号編成の運転士。
楠指令長からの指示通り電車を芝浜駅貨物線内に止めることに成功した。
電車の乗客
声 - 小堀裕之、川谷修士（2丁拳銃）
東都環状線の乗客。
声優を担当した2丁拳銃は、劇場版初のゲスト声優である。

#### その他
警官
声 - 千葉一伸
警察犬を連れて東都環状線に仕掛けられた爆弾を捜索していた。
医師
声 - 山路和弘
コナンを診察した緑台警察病院の医師。
少年
声 - 水原リン
キャリーケースの爆弾を追うコナンに自転車を奪われてしまう。
おばあさん
声 - 水原リン
米花駅前の広場でキャリーケースの爆弾を拾った老婆。
途中でタクシーに乗車したがコナンに止められ、爆弾の入ったケースを回収される。
ライダー
声 - 一条和矢
キャリーケース爆弾の追跡中、コナンが接触しかけたバイクの運転手。
店員
声 - 百々麻子
爆弾を探すためにコナンが入店したハンバーガーショップの女性店員。
アナウンサー
声 - 野村明大（読売テレビアナウンサー）
東都環状線で発生した爆弾事件を報じる男性アナウンサー。

## スタッフ
- 原作 - 青山剛昌
- 監督 - こだま兼嗣
- 脚本 - 古内一成
- 絵コンテ - こだま兼嗣、佐藤真人
- 演出 - 佐藤真人
- 演出助手 - 山本泰一郎、野上和男、石井和彦、矢野篤
- キャラクターデザイン・総作画監督 - 須藤昌朋
- サブキャラクターデザイン - 兵頭敬、糸島雅彦、森木靖泰、河村明夫、山本泰一郎
- 作画監督 - 河村明夫、高谷浩利、宍戸久美子、佐々木恵子、清水義浩、兵頭敬、牟田清司
- エフェクト作画監督 - 糸島雅彦
- 美術監督 - 渋谷幸弘
- 色彩設定 - 小川さよ子
- 撮影監督 - 野村隆
- 編集 - 岡田輝満
- 音響監督 - 小林克良
- 音響効果 - 横山正和
- 音楽 - 大野克夫
- ストーリーエディター - 飯岡順一
- プロデューサー - 諏訪道彦、吉岡昌仁
- アニメーション制作 - キョクイチ東京ムービー
- 製作 - 「名探偵コナン」製作委員会（小学館、読売テレビ、小学館プロダクション、ポリグラム、キョクイチ）

## テレビ放送
| 回数 | 番組名（放送枠名） | 放送形態           | 放送日        | 放送時間（JST） | 放送分数 | 平均世帯視聴率 | 平均個人視聴率 | 備考 |
| ---- | ------------------ | ------------------ | ------------- | --------------- | -------- | -------------- | -------------- | --- |
| 1    | 通常拡大枠         |                    | 1998年1月5日  | 19:00-20:54     | 114分    |                |                | |
| 2    | 通常拡大枠         |                    | 2003年3月24日 | 19:00-20:54     | 114分    |                |                | |
| 3    | 通常拡大枠         |                    | 2006年3月13日 | 19:00-20:54     | 114分    |                |                | |
| 4    | 金曜ロードSHOW!    | 本編ノーカット放送 | 2016年4月8日  | 21:00-22:54     | 114分    | 8.8%           |                | 劇場版第20作『純黒の悪夢』の公開を記念して『金曜ロードSHOW!』枠で行われた「2週連続コナン祭り」の第1弾として、デジタルリマスター版を放送。 |
| 5    | 金曜ロードSHOW!    | 本編ノーカット放送 | 2021年2月5日  | 21:00-22:54     | 114分    | 9.4%           | 5.8%           | |

今作は上映時間が95分と短く、金曜ロードショーでの1回目（通算4回目）の放送から「ノーカット放送」と明記されているが、それでも月曜日時代と同様に枠を超えていない。また、劇場版恒例のクイズコーナーは、ノーカット放送でない限り基本的にカットされるが、今作はクイズの場面がその後の展開に大きく影響するため、月曜日時代の放送全てでカットされていない。

## 評価
原作者の青山は一番思い入れのある好きな映画作品に本作を挙げている。
中川翔子は本作を絶賛している。

## 音楽

### 主題歌
杏子「Happy Birthday」
作詞・作曲 - スガシカオ
CD版はフェードアウトで終わるが、本作ではコーダがつけられている。

### 挿入歌
「キミがいれば」&「逢いたいよ」
歌 - 伊織 / 作詞 - 高柳恋 / 作曲 - 大野克夫

### サウンドトラック
ジャケットイラストは原作者・青山剛昌氏の描き下ろしイラストになっている。
本作のBGMは同年6月2日放送の第61話『幽霊船殺人事件（前編）』からTVシリーズでも劇伴として汎用開始、2007年7月のリニューアル以降は一部の楽曲のみだが、リアレンジされ現在も劇伴に使用されている。

#### 収録曲
1. 名探偵コナン メイン・テーマ (摩天楼ヴァージョン)
2. 英国風館
3. 時計じかけの摩天楼
4. 爆破犯人のテーマ
5. 犯人からの電話
6. 爆破予告
7. 爆弾処理
8. 蘭のテーマ (摩天楼ヴァージョン)
9. 少年探偵団のテーマ (摩天楼ヴァージョン)
10. 陰謀 (摩天楼ヴァージョン)
11. 忍び寄る危機
12. 緊急指令
13. 対決のテーマ (摩天楼ヴァージョン)
14. 捜査開始 (摩天楼ヴァージョン)
15. 西の名探偵 (摩天楼ヴァージョン)
16. 昼下がりの天使たち (摩天楼ヴァージョン)
17. 想い出 (摩天楼ヴァージョン)

## 映像ソフト
- VHS - 1998年4月8日発売[22]
- DVD - 2001年3月28日発売[23]（廉価版・2011年2月25日発売[24]、英語版、他・2006年10月3日発売[25]）
- BD - 2011年5月27日発売[26]（廉価版・2018年12月7日発売[27]。）

## 関連本